# Procampylaspis inermis
Procampylaspis inermis är en kräftdjursart som beskrevs av Jones 1984. Procampylaspis inermis ingår i släktet Procampylaspis och familjen Nannastacidae. Inga underarter finns listade i Catalogue of Life.